# Alchemilla bertiscea
Alchemilla bertiscea är en rosväxtart som beskrevs av A. Martincic. Alchemilla bertiscea ingår i släktet daggkåpor, och familjen rosväxter. Inga underarter finns listade i Catalogue of Life.